# 息郷村
息郷村（おきさとむら）は、滋賀県坂田郡にあった村。現在の米原市の中部、米原ジャンクションの周辺にあたる。発足時の名称は南箕浦村（みなみみのうらむら）であった。

## 地理
- 河川：天野川、和佐川

## 歴史
- 1889年（明治22年）4月1日 - 町村制の施行により、牛打村・樋口村・三吉村・西坂村・番場村の区域をもって南箕浦村が発足。
- 1890年（明治23年）3月15日 - 南箕浦村が改称して息郷村となる。
- 1956年（昭和31年）9月1日 - 醒井村・米原町と合併し、改めて米原町が発足。同日息郷村廃止。

## 交通

### 鉄道路線
旧村域を日本国有鉄道の東海道本線が通過したが、駅は所在しなかった。

### 道路
- 国道21号

現在は旧村域に名神高速道路・北陸自動車道の米原ジャンクション、北陸自動車道の米原インターチェンジが所在するが、当時は未開通。